# Algernon Capell, II conte di Essex
Algernon Capell, II conte di Essex (28 dicembre 1670 – Watford, 10 gennaio 1710), è stato un generale inglese.

## Biografia
Era il primogenito, e unico figlio maschio, di Arthur Capell, I conte di Essex, e di sua moglie, Lady Elizabeth Percy, figlia di Algernon Percy, X conte di Northumberland.

## Carriera
Ricoprì la carica di Lord of the Bedchamber di Guglielmo III (1691-1702). Fu colonnello dei dragoni (1693-1710). Nel 1704 fu promosso al grado di Maggiore Generale mentre, nel 1708, fu promosso a tenente generale.
Nello stesso anno divenne membro del Consiglio privato.

## Matrimonio
Sposò, il 28 febbraio 1698, Lady Mary Bentinck (1679-20 agosto 1726), figlia di William Bentinck, I conte di Portland e Anne Villiers. Ebbero tre figli:
- William Capell, III conte di Essex (1697-1743);
- Lady Mary (?-12 novembre 1762), sposò Alan Brodrick, II visconte Midleton, ebbero un figlio;
- Lady Elizabeth, sposò in prime nozze Samuel Molyneux e in seconde nozze Nathaniel St. André, non ebbe figli da entrambi i matrimoni.

## Morte
Morì il 10 gennaio 1710, all'età di 39 anni.

## Ascendenza
|                                           |                                         |                                           | Genitori                           |  |  | Nonni |  |  | Bisnonni     |  |  | Trisnonni     |  |
|                                           |                                         |                                           |                                    |  |  |       |  |  | Henry Capell |  |  | Arthur Capell |  |
|                                           |                                         |                                           |                                    |  |  |       |  |  | Henry Capell |  |  | Arthur Capell |  |
|                                           |                                         | Margaret Grey                             |                                    |  |  |       |  |  | Henry Capell |  |  |               |  |
| Arthur Capell, I barone Capell            |                                         |                                           |                                    |  |  |       |  |  | Henry Capell |  |  |               |  |
|                                           |                                         | Theodosia Montagu                         | Edward Montagu                     |  |  |       |  |  |              |  |  |               |  |
|                                           |                                         | Theodosia Montagu                         | Edward Montagu                     |  |  |       |  |  |              |  |  |               |  |
|                                           |                                         | Theodosia Montagu                         | Elizabeth Harington                |  |  |       |  |  |              |  |  |               |  |
| Arthur Capell, I conte di Essex           |                                         | Theodosia Montagu                         |                                    |  |  |       |  |  |              |  |  |               |  |
|                                           |                                         | Charles Morrison, I baronetto             | Charles Morison                    |  |  |       |  |  |              |  |  |               |  |
|                                           |                                         | Charles Morrison, I baronetto             | Charles Morison                    |  |  |       |  |  |              |  |  |               |  |
|                                           |                                         | Charles Morrison, I baronetto             | Dorothy Clark                      |  |  |       |  |  |              |  |  |               |  |
| Elizabeth Morrison                        |                                         | Charles Morrison, I baronetto             |                                    |  |  |       |  |  |              |  |  |               |  |
|                                           |                                         | Mary Hicks                                | Baptist Hicks, I visconte Campden  |  |  |       |  |  |              |  |  |               |  |
|                                           |                                         | Mary Hicks                                | Baptist Hicks, I visconte Campden  |  |  |       |  |  |              |  |  |               |  |
|                                           |                                         | Mary Hicks                                | Elizabeth May                      |  |  |       |  |  |              |  |  |               |  |
| Algernon Capell, II conte di Essex        |                                         | Mary Hicks                                |                                    |  |  |       |  |  |              |  |  |               |  |
|                                           | Henry Percy, IX conte di Northumberland | Henry Percy, VIII conte di Northumberland |                                    |  |  |       |  |  |              |  |  |               |  |
|                                           | Henry Percy, IX conte di Northumberland | Henry Percy, VIII conte di Northumberland |                                    |  |  |       |  |  |              |  |  |               |  |
|                                           | Henry Percy, IX conte di Northumberland | Catherine Neville                         |                                    |  |  |       |  |  |              |  |  |               |  |
| Algernon Percy, X conte di Northumberland | Henry Percy, IX conte di Northumberland |                                           |                                    |  |  |       |  |  |              |  |  |               |  |
|                                           |                                         | Dorothy Devereux                          | Walter Devereux, I conte di Essex  |  |  |       |  |  |              |  |  |               |  |
|                                           |                                         | Dorothy Devereux                          | Walter Devereux, I conte di Essex  |  |  |       |  |  |              |  |  |               |  |
|                                           |                                         | Dorothy Devereux                          | Lettice Knollys                    |  |  |       |  |  |              |  |  |               |  |
| Elizabeth Percy                           |                                         | Dorothy Devereux                          |                                    |  |  |       |  |  |              |  |  |               |  |
|                                           |                                         | William Cecil, II conte di Salisbury      | Robert Cecil, I conte di Salisbury |  |  |       |  |  |              |  |  |               |  |
|                                           |                                         | William Cecil, II conte di Salisbury      | Robert Cecil, I conte di Salisbury |  |  |       |  |  |              |  |  |               |  |
|                                           |                                         | William Cecil, II conte di Salisbury      | Elizabeth Brooke                   |  |  |       |  |  |              |  |  |               |  |
| Anne Cecil                                |                                         | William Cecil, II conte di Salisbury      |                                    |  |  |       |  |  |              |  |  |               |  |
|                                           |                                         | Catherine Howard                          | Thomas Howard, I conte di Suffolk  |  |  |       |  |  |              |  |  |               |  |
|                                           |                                         | Catherine Howard                          | Thomas Howard, I conte di Suffolk  |  |  |       |  |  |              |  |  |               |  |
|                                           |                                         | Catherine Howard                          | Katherine Knyvett                  |  |  |       |  |  |              |  |  |               |  |
|                                           |                                         | Catherine Howard                          |                                    |  |  |       |  |  |              |  |  |               |  |